# Египетский музей (Турин)

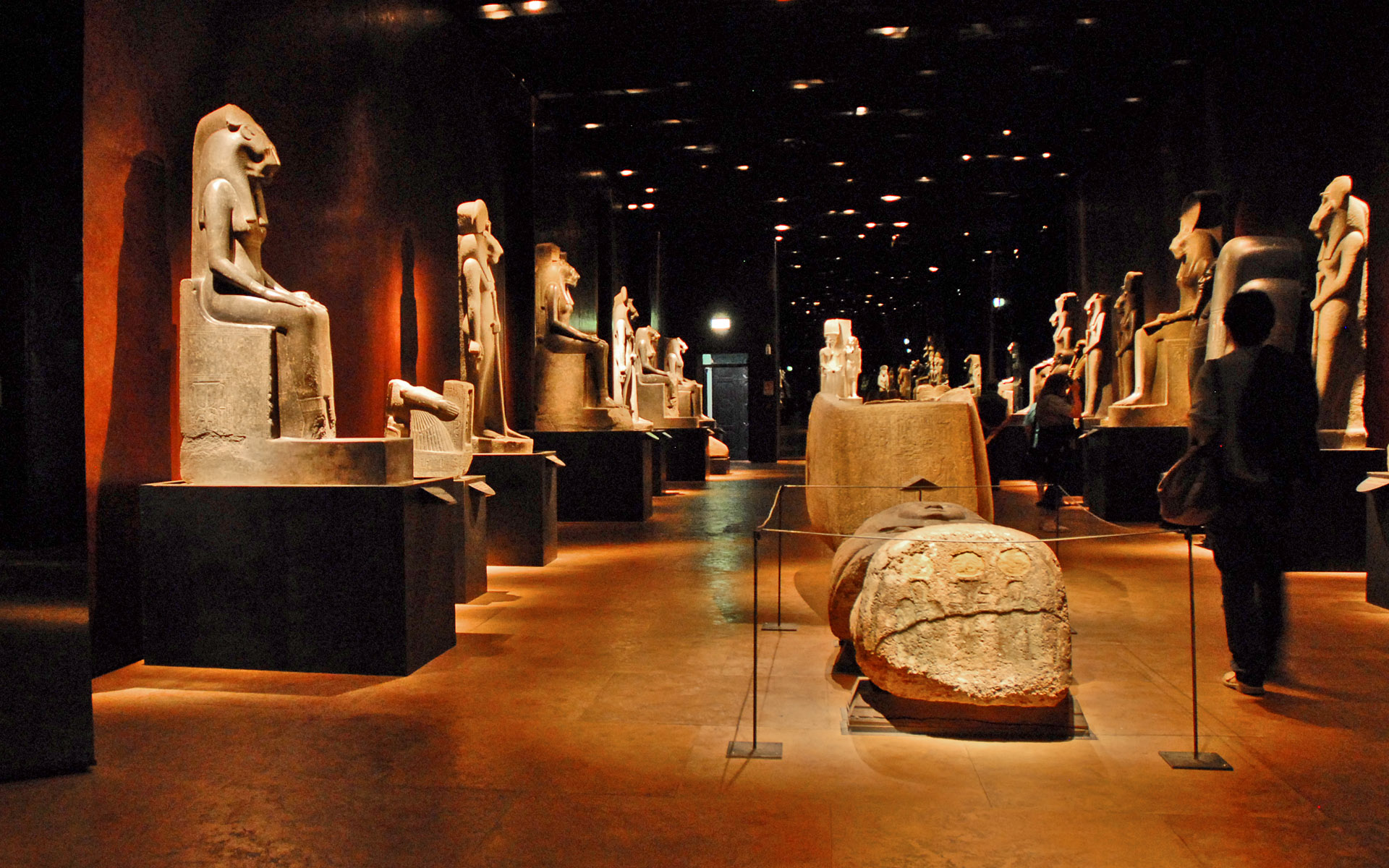
Выставочный зал Египетского музея

Египетский музей (итал. Museo Egizio) — археологический музей в Турине (Пьемонт, Италия), посвящённый египетской археологии и антропологии. Содержит одну из крупнейших коллекций древнеегипетских артефактов (более 30 тысяч предметов). Первый в мире музей, посвящённый цивилизации Древнего Египта. 

## История
Первым древнеегипетским экспонатом, прибывшим в Турин в 1630 году, стала Скрижаль Исиды - алтарная табличка, подражающая египетскому стилю, которая, по мнению Дулу Джонса, создана для храма Исиды в Риме. Эта табличка подстегнула сардинского короля Карла Эммануила III отправить в 1753 году в Египет ботаника Виталиано Донати на поиски египетских древностей. Донати привёз около 300  артефактов из Карнака и Коптоса, легших в основу Туринского египетского музея.
В 1824 году Шампольон, работая над папирусами из туринского собрания, объявил о расшифровке иероглифов, и Европу захлестнула волна египтомании. В том же году король Карл Феликс, не скупясь на издержки, приобрёл для своего музея собрание Бернардино Дроветти, который, представляя интересы Наполеона в Каире, на протяжении многих лет скупал египетские древности.
В продолжение XIX века музей пополнился собраниями египтолога Эрнесто Скьяпарелли, однако со временем музейная коллекция стала уступать по полноте и значимости как собранию Лувра, так и берлинскому Египетскому музею. Последним значительным добавлением к коллекции стал небольшой храм, вывезенный из Нубии в период строительства Асуанской плотины.
Египетский музей — один из наиболее посещаемых в Турине. Ежегодно здесь бывает свыше полумиллиона туристов. До 2012 года музей делил с картинной галереей Сабауда бывшее здание академии наук, выстроенное в 1679 году по проекту Гварино Гварини. В преддверии Зимней Олимпиады в Турине здание музея перестроено, а в 2004 году правительство в порядке эксперимента передало контроль над музеем в руки специализированного частного фонда.

## Коллекция
Важными экспонатами музея являются:
- Туринский царский папирус
- Туринская папирусная карта
- Храм Тутмоса III
- Саркофаги, мумии и папирусы из коллекции Дроветти.
- Рисунки на холсте 3500 года до н.э. (найдены в 1931 году)
- Погребальные предметы из гробницы неизвестного (Tomba di Ignoti) периода Древнего царства
- Нетронутая гробница Ха и Мерит (TT8), найденная Скьяпарелли
- Скрижаль Исиды (Mensa Isiaca)
- Расписная гробница (Tomba Dipinta) обычно закрыта для публики
- Три разные версии "Книги мёртвых", включая древнейшую из известных копий.

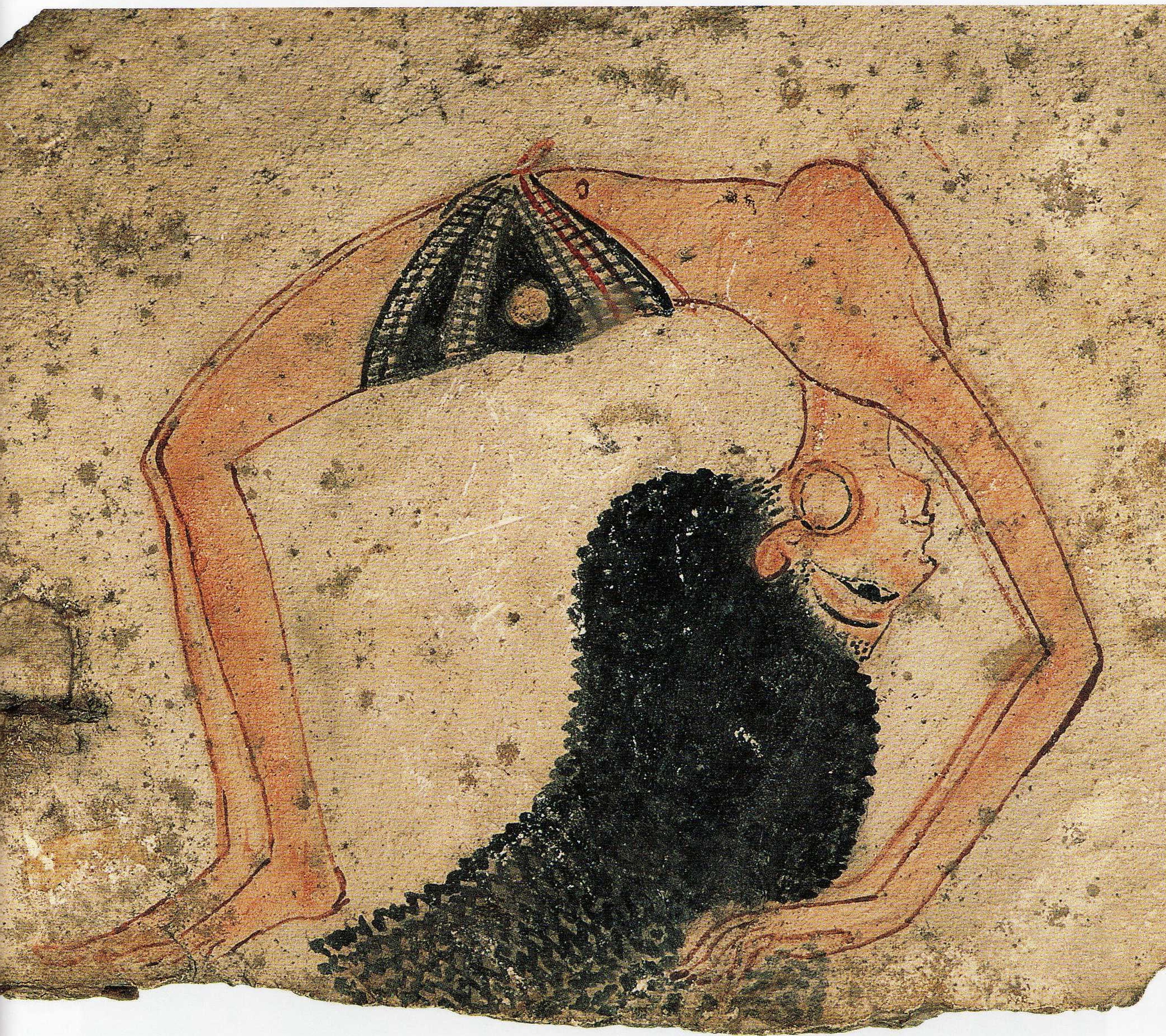
Танцовщица (остракон), ок. 1300 год до н.э.
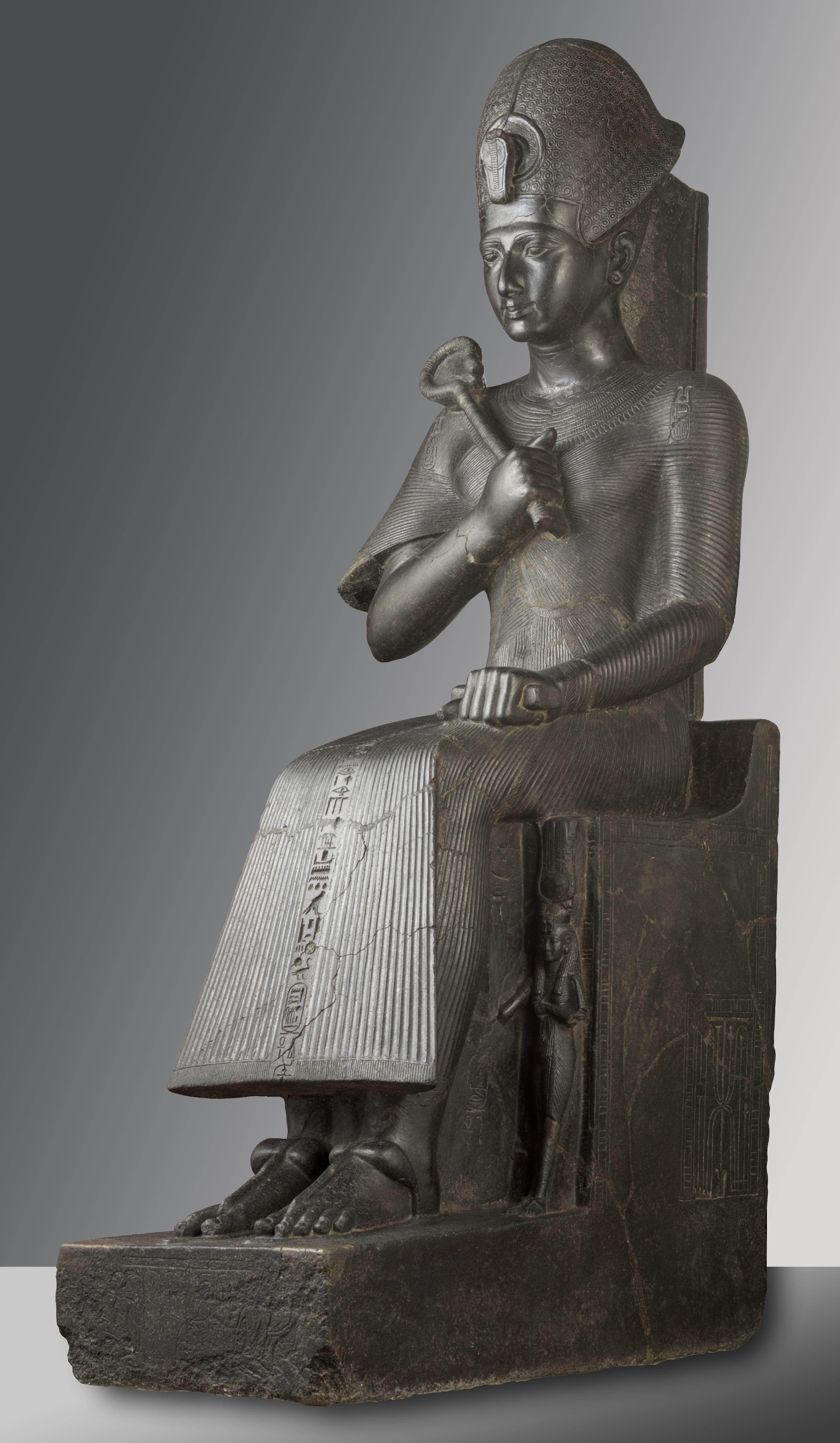
Статуя Рамсеса II, XIII век до н.э.
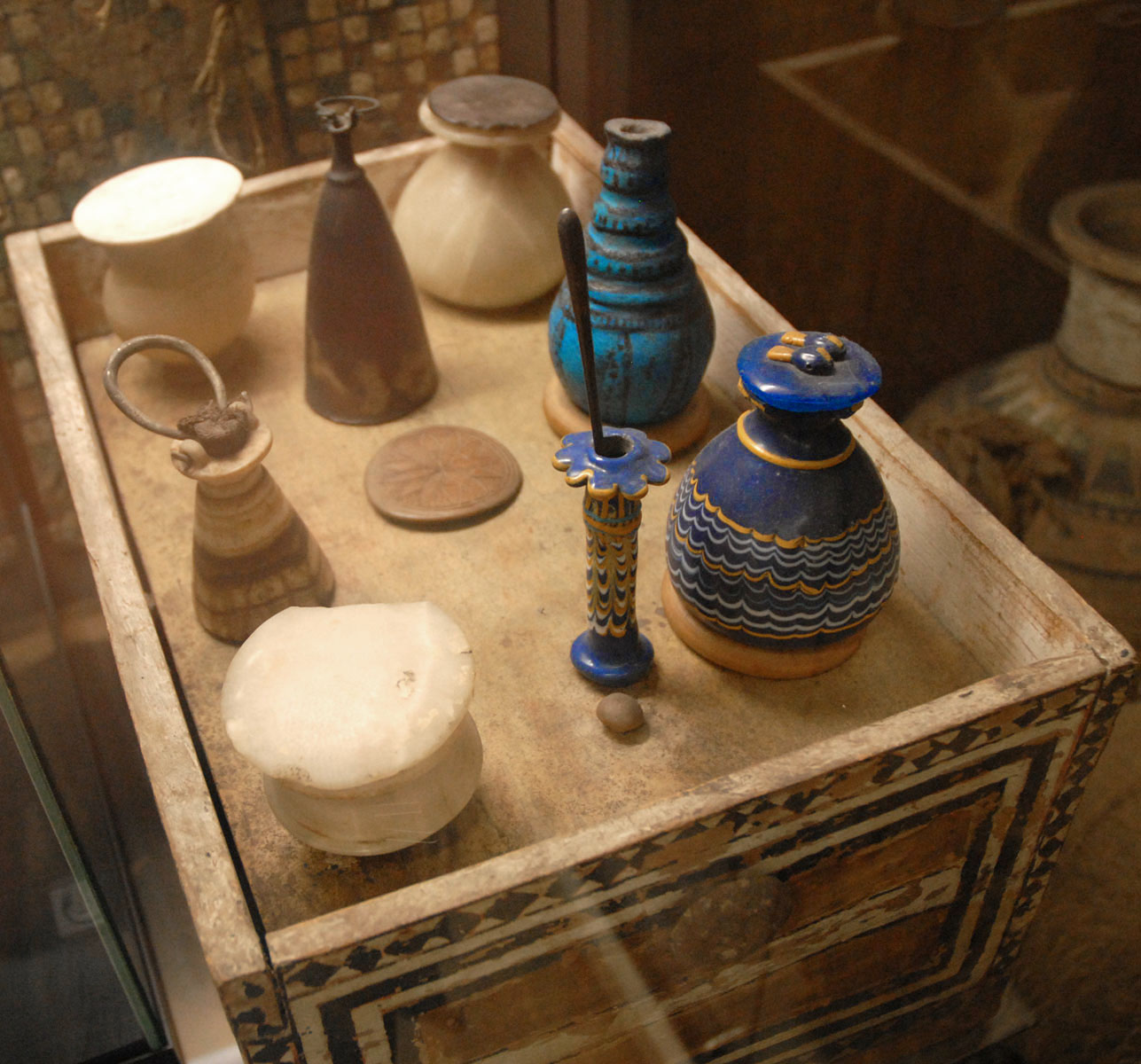
Туалетные принадлежности Мерти из TT8, ок. 1428-1351 годы до н.э.
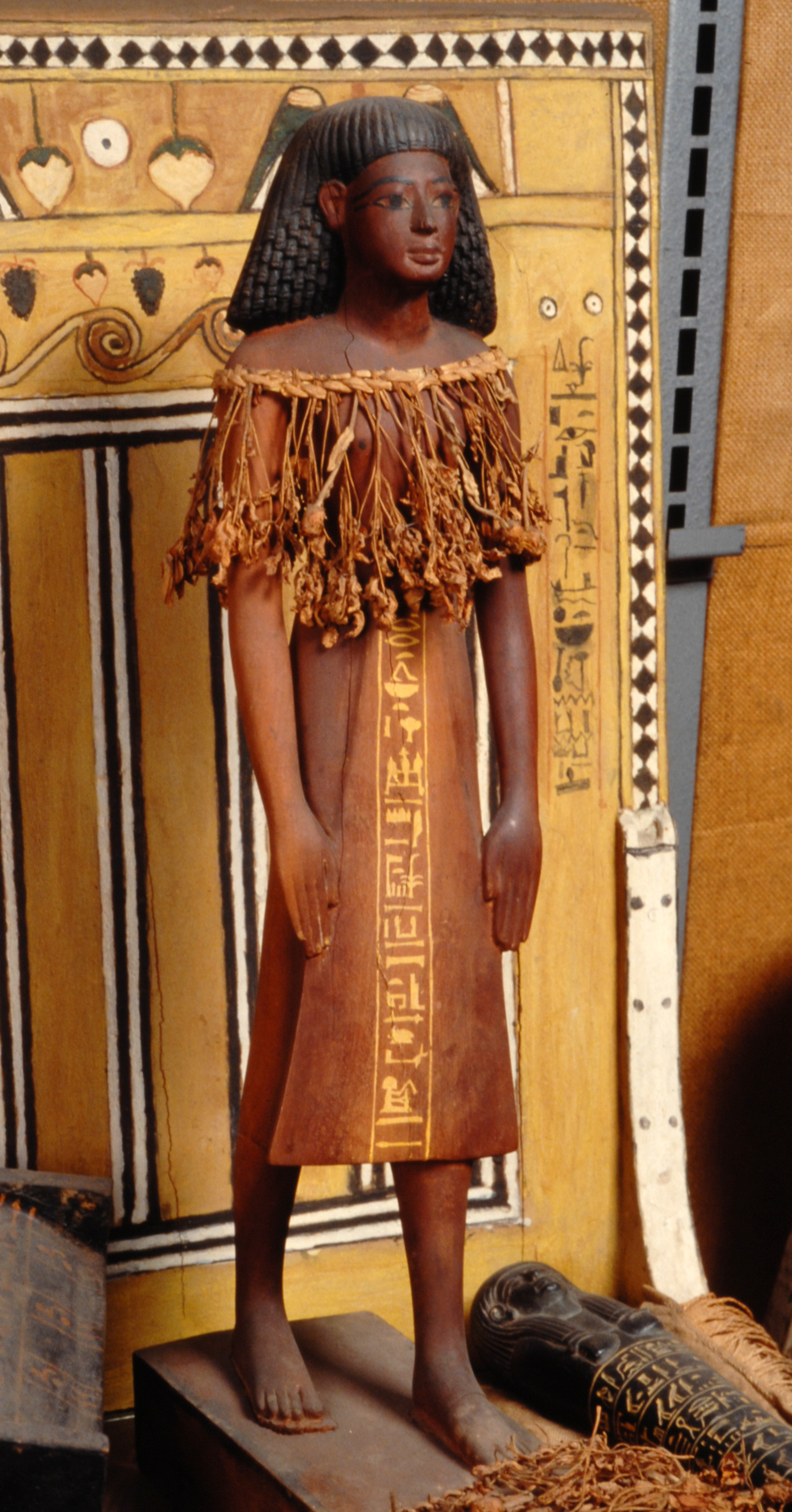
Статуя Ха из TT8, ок. 1428-1351 годы до н.э.
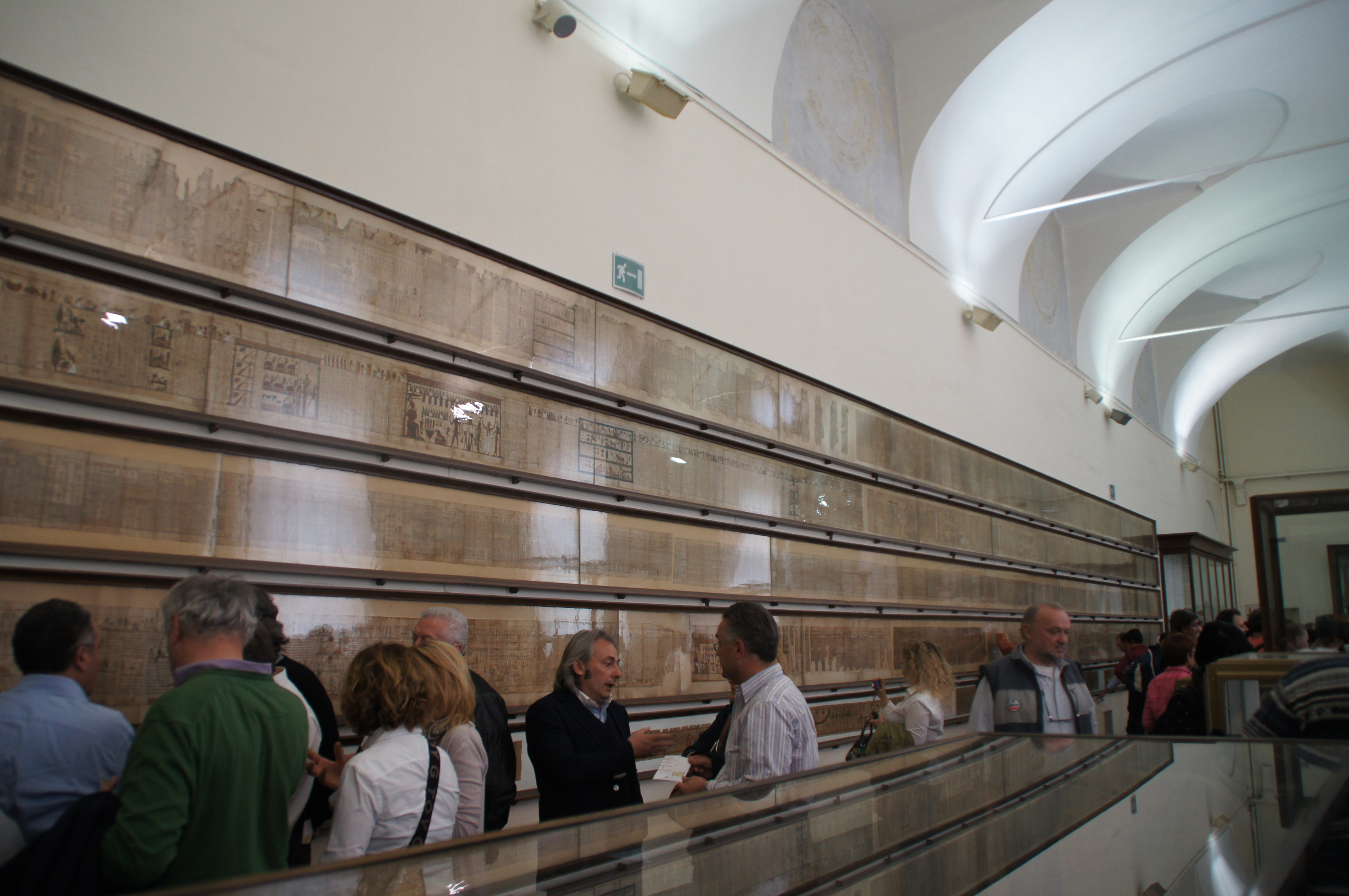
Зал папирусов
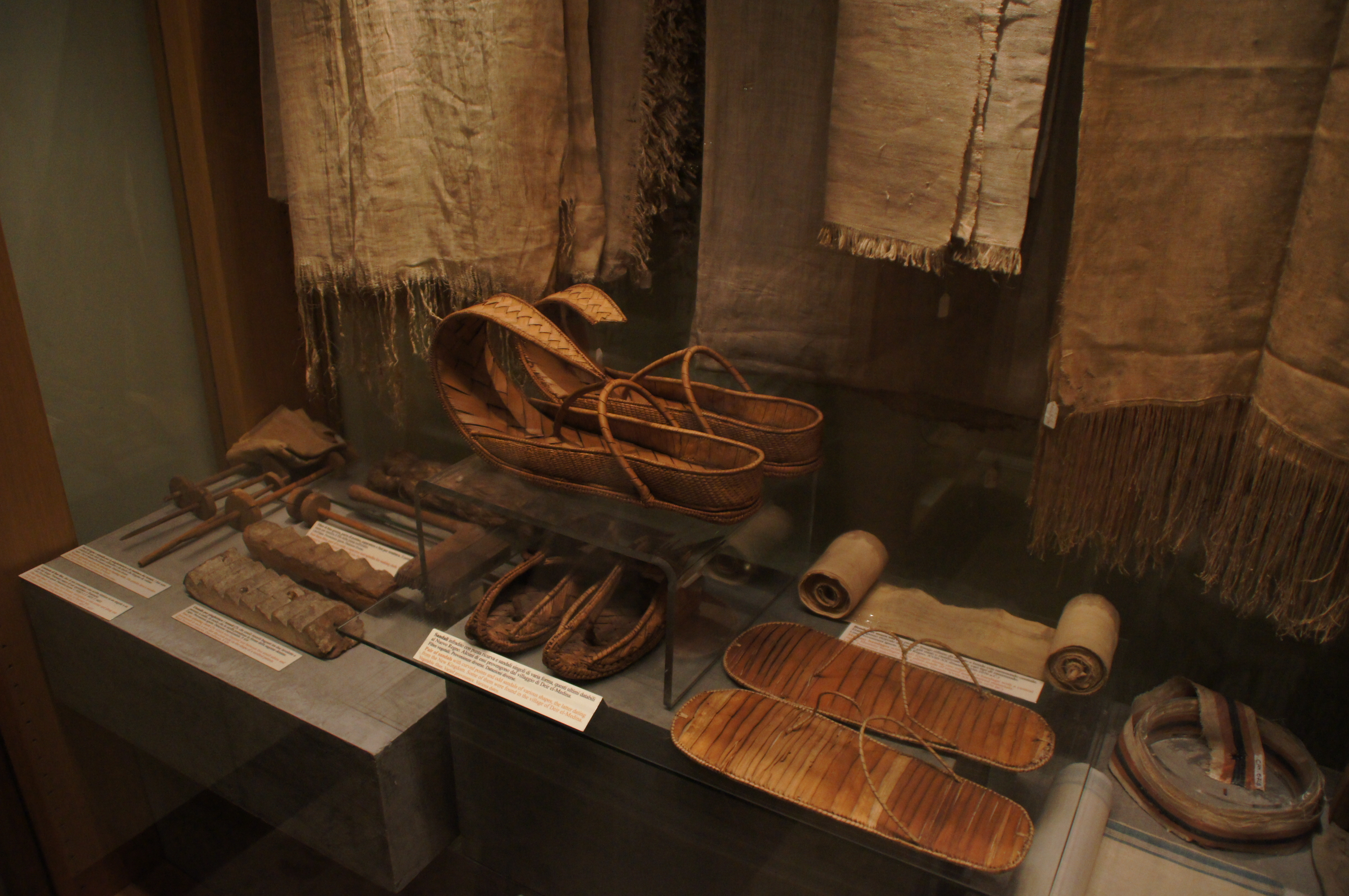
Предметы одежды и обуви